# حمى ليلة السبت (فلم)
حمى ليلة السبت (بالإنجليزية: Saturday Night Fever) هو عنوان فيلم تم تصويره عام 1977 قام ببطولته الممثل العالمي جون ترافولتا.

## قصته
يصف الفيلم أحوال أحد احياء نيويورك وتأثرها بفن الديسكو الرائج في تلك الحقبة ويقوم ترافولتا بدور فتى عشريني يجيد الرقص. وقد ساعد الفيلم على رواج فن الديسكو بشكل كبيير.

## وصلات خارجية
- مقالات تستعمل روابط فنية بلا صلة مع ويكي بيانات